# آل تراست
آل تراست (انگلیسی: Al Trost؛ زادهٔ ۷ فوریهٔ ۱۹۴۹) بازیکن و مربی فوتبال اهل ایالات متحده آمریکا بود.
وی به‌همراه تیم ملی فوتبال ایالات متحده آمریکا در بازی‌های المپیک تابستانی ۱۹۷۲ شرکت کرده‌است.